# ヨハン・フリードリヒ2世 (ザクセン公)
ヨハン・フリードリヒ2世（Johann Friedrich II., 1529年1月8日 - 1595年5月19日）は、ザクセン公（在位：1554年 - 1566年）。ザクセン選帝侯ヨハン・フリードリヒ1世とジビュレ・フォン・ユーリヒ＝クレーフェ＝ベルクの長男。

## 人物
父ヨハン・フリードリヒ1世は1547年にザクセン選帝侯位を皇帝カール5世に剥奪されたため、ザクセン公位のみを継承した。1555年にヘッセン方伯フィリップ1世の娘でザクセン選帝侯モーリッツの未亡人アグネスと結婚したが、同年に産褥死した。
1558年にプファルツ選帝侯フリードリヒ3世（1559年に継承）の娘エリーザベトと再婚し、4男をもうけた。成人に達したのは2人である。
- ヨハン・フリードリヒ（1559年 - 1560年）
- フリードリヒ・ハインリヒ（1563年 - 1572年）
- ヨハン・カジミール（en, 1564年 - 1633年） - ザクセン＝コーブルク公
- ヨハン・エルンスト（en, 1566年 - 1638年） - ザクセン＝アイゼナハ公

ヨハン・フリードリヒ2世は1566年に神聖ローマ皇帝マクシミリアン2世の捕虜となり、弟ヨハン・ヴィルヘルムがザクセン公となった。しかし1572年にマクシミリアン2世の裁定により、ヨハン・フリードリヒ2世の存命していた2人の息子とヨハン・ヴィルヘルムの間で所領の分割が行われた。
1595年、ヨハン・フリードリヒ2世は虜囚として生涯を終えた。

## 出典

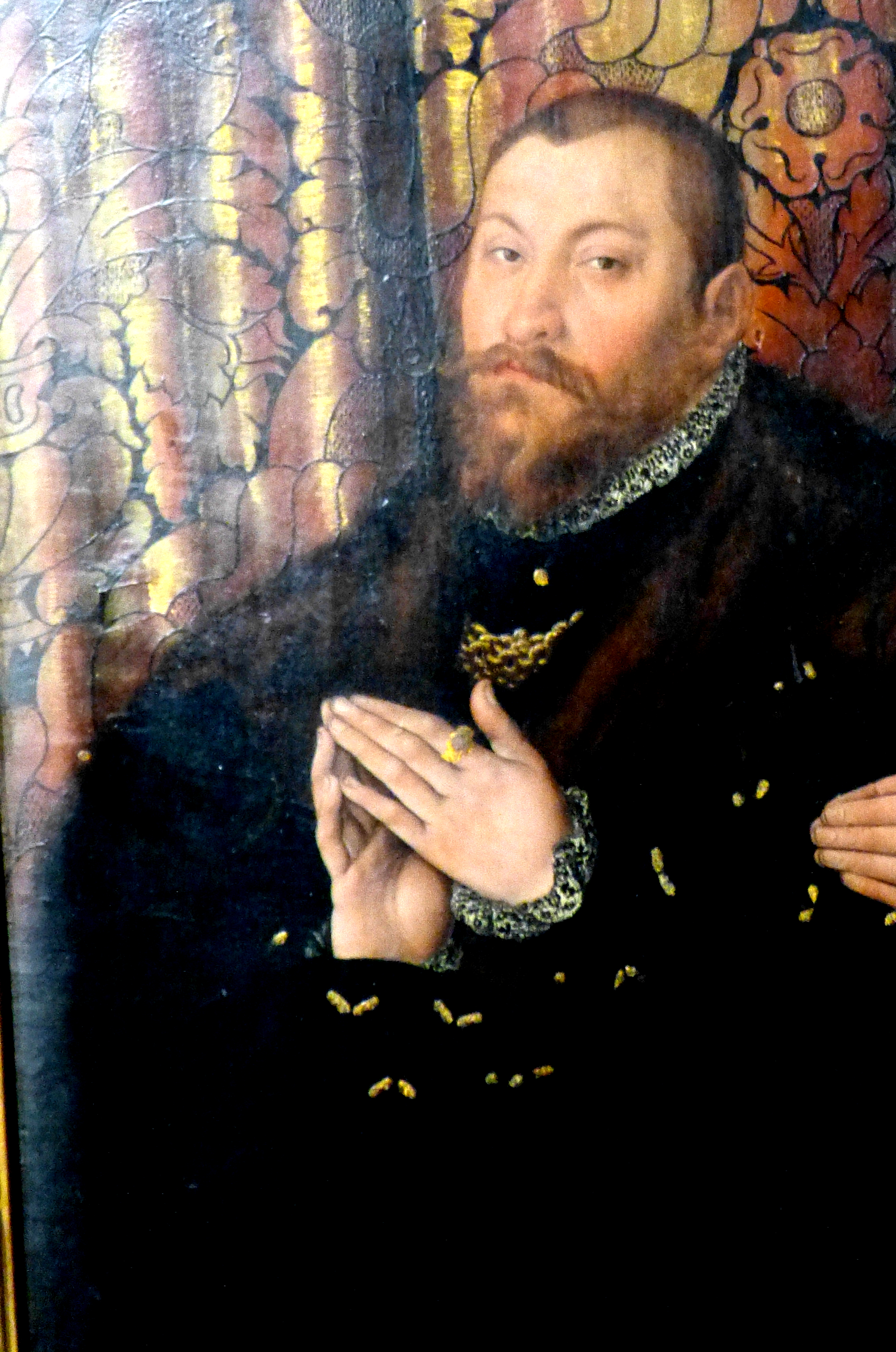
ヨハン・フリードリヒ2世